# Siegel Madagaskars
Das Siegel Madagaskars wurde in seiner jetzigen Form 1998 eingeführt. Es beruht auf einer älteren Version aus dem Jahre 1992, bei der die Grundfarbe und das Staatsmotto geändert wurden.
Grundlage des Siegels ist eine goldene runde Scheibe. In der Mitte der Scheibe ist die Landkarte der Insel auf einer kleineren silbernen Scheibe dargestellt. Dahinter befinden sich stilisierte Wedel des Ravenala-Baumes. Unterhalb der silbernen Scheibe finden sich ein Rinderkopf und Reisfelder. Am Rand des Wappens befinden sich zwei Schriftzüge in Malagasy. Am oberen Rand des Siegels steht der Name des Staates: Repoblikan’i Madagasikara („Republik Madagaskar“) und am unteren Rand, zwischen zwei Reisähren, das Staatsmotto: Tanindrazana, Fahafahana, Fandrosoana, Malagasy für „Vaterland, Freiheit, Fortschritt“.

## Historische Wappen und Siegel

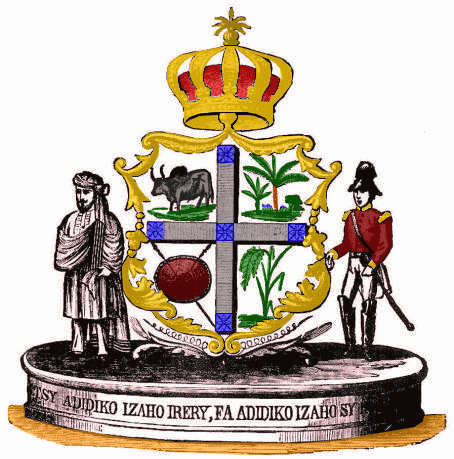
Wappen von Königin Ranavalona II.
Wappen des Merina-Königreichs 1896
Siegel der (ersten) Republik Madagaskar 1958–1975
Siegel der Repoblika Demokratika Malagasy 1975–1992
Siegel Madagaskars von 1993 bis 1998